# Naïade (1925)
Naïade (Q124) – francuski okręt podwodny z okresu międzywojennego i II wojny światowej, druga zamówiona jednostka typu Sirène. Okręt został zwodowany 20 października 1925 roku w stoczni Ateliers et Chantiers de la Loire w Nantes, a do służby w Marine nationale wszedł w 1927 roku. Jednostka pełniła służbę na Morzu Śródziemnym, a od zawarcia zawieszenia broni między Francją a Niemcami znajdowała się pod kontrolą rządu Vichy. 27 listopada 1942 roku „Naïade” została samozatopiona w Tulonie. Podniesiona przez Włochów, została ponownie zatopiona przez alianckie samoloty 24 listopada 1943 roku.

## Projekt i budowa
„Naïade” zamówiona została na podstawie programu rozbudowy floty francuskiej z 1922 roku. Konstruktorem okrętu był inż. Jean Simonot. Jednostka charakteryzowała się wysoką manewrowością i silnym uzbrojeniem, lecz miała zbyt długi czas zanurzenia, a ciasnota wnętrza powodowała trudności w obsłudze mechanizmów okrętowych przez załogę.  
„Naïade” zbudowana została w stoczni Ateliers et Chantiers de la Loire w Nantes. Stępkę okrętu położono w lutym 1923 roku, został zwodowany 20 października 1925 roku, a do służby w Marine nationale przyjęto go w 1927 roku. Jednostka otrzymała numer burtowy Q124. Koszt budowy okrętu wyniósł 8 500 000 franków.

## Dane taktyczno–techniczne
„Naïade” była średniej wielkości okrętem podwodnym o konstrukcji dwukadłubowej. Długość całkowita wynosiła 64 metry, szerokość 5,2 metra i zanurzenie 4,3 metra. Wyporność w położeniu nawodnym wynosiła 609 ton, a w zanurzeniu 757 ton. Okręt napędzany był na powierzchni przez dwa dwusuwowe silniki wysokoprężne Sulzer o łącznej mocy 1300 koni mechanicznych (KM). Napęd podwodny zapewniały dwa silniki elektryczne o łącznej mocy 1000 KM. Dwuśrubowy układ napędowy pozwalał osiągnąć prędkość 14 węzłów na powierzchni i 7,5 węzła w zanurzeniu. Zasięg wynosił 3500 Mm przy prędkości 9 węzłów (2300 Mm przy 13 węzłach) w położeniu nawodnym oraz 75 Mm przy prędkości 5 węzłów pod wodą. Zbiorniki paliwa mieściły 60 ton oleju napędowego, a energia elektryczna magazynowana była w bateriach akumulatorów typu D liczących 140 – 144 ogniwa. Dopuszczalna głębokość zanurzenia wynosiła 80 metrów, a autonomiczność 20 dób.
Okręt wyposażony był w 7 wyrzutni torped kalibru 550 mm: dwie wewnętrzne i dwie zewnętrzne na dziobie, jedną wewnętrzną na rufie oraz jeden podwójny obrotowy zewnętrzny aparat torpedowy za kioskiem, z łącznym zapasem 13 torped. Uzbrojenie artyleryjskie stanowiło działo pokładowe kal. 75 mm M1925 L/35 oraz dwa karabiny maszynowe kal. 8 mm (2 x I).
Załoga okrętu składała się z 3 oficerów oraz 38 podoficerów i marynarzy.

## Służba
W momencie wybuchu II wojny światowej okręt pełnił służbę na Morzu Śródziemnym, wchodząc w skład 19. dywizjonu 1. Flotylli okrętów podwodnych w Tulonie. Dowódcą jednostki był w tym okresie kpt. mar. A.J.M. Blachere. W czerwcu 1940 roku okręt był remontowany w Tulonie. Po zawarciu zawieszenia broni między Francją a Niemcami „Naïade” znalazła się pod kontrolą rządu Vichy (rozbrojona w Tulonie). 27 listopada 1942 roku, podczas ataku Niemców na Tulon, okręt został samozatopiony. Jednostka została później podniesiona przez Włochów, lecz 24 listopada 1943 roku została ponownie zatopiona przez amerykańskie samoloty.